# 韋瓦第撞擊坑
韋瓦第撞擊坑（英語：Vivaldi）是一個位於水星上的撞擊坑，中心座標14.5°N， 86°W。該撞擊坑直徑210公里，以義大利音樂家安东尼奥·维瓦尔第命名。該撞擊坑有一個明顯且幾乎完全連續的內環，直徑大約是外環的一半。和一些月球上的多環結構不同的是，該撞擊坑周圍沒有一個額外的環狀結構。